# 道爺
道爺，是臺灣臺南市新市區的一個傳統地域名稱，位於該區北部略偏西。相較於今日行政區，其範圍大致包括豐華里東北半部、三舍里北半部西側。

## 歷史
臺灣日治初期，道爺地區為一（舊制）街庄，稱為「道爺庄」，隸屬於新化里西堡。該庄北與灣裡街為鄰，東與三舍庄為鄰，南邊為橋頭庄，西邊為看西庄。
1901年（日治明治三十四年）11月，全臺設置二十廳，該庄隸屬於臺南廳。1903年（明治三十六年）6月，該庄編入「新市區」，隸屬於臺南廳。1909年（明治四十二年）10月，合併二十廳為十二廳，新市區仍隸屬於臺南廳。1920年（大正九年），廢十二廳改設五州二廳，該庄改制為「道爺」大字，隸屬於臺南州新化郡新市庄（新制街庄）。
戰後新市庄改制為新市鄉，隸屬於臺南縣，大字亦改制為村。1950年雲、嘉、南分治，新市鄉仍隸屬於臺南縣。2010年12月25日，因臺南縣市合併為直轄市臺南市，新市鄉改制為新市區，村亦改制為里。

## 聚落
本地區發展較早的聚落有五間厝、新吉、新寮、道爺（以上已因興建南部科學園區而消失）、大道公、珠厝角等，在日治期初期的官方地圖上已有記載。

## 交通

### 鐵路
台灣高速鐵路以高架方式經過本地區東部，臨近地區未設站。本地區該路線附近地區現已劃入南部科學園區。

### 公路
區道南134線（民生路）是南安至新市的道路。

## 學校
- 國立南科國際實驗高級中學國小部

## 產業
- 南部科學園區：本地區除西南端大道公、珠厝角兩聚落一帶（民生路以南）外，其餘地區幾乎全數劃入該園區範圍內。

## 文化與宗教
- 國立臺灣史前文化博物館南科考古館
- 南科新港堂
  - 新港社地方文化館（一樓）：荷蘭時代新港社的港西文書館故址。
  - 南科新港堂（二樓）：合祀南部科學園區範圍內原有的十三座有應公廟神祇。